# Numairites
Els Banu Numayr (àrab: بنو نمير, Banū Numayr) o Banu Numayr ibn Àmir ibn Sàssaa (àrab: بنو نمير بن عامر بن صعصعة, Numayr b. ʿĀmir b. Ṣaʿṣaʿa) foren una tribu àrab originària de la part occidental de la Yamama. Degut a la naturalesa de la regió els habitants eren molt ferotges. Es van barrejar parcialment amb tribus veïnes com els Banu Tamim, els bàhila, els quxayr i altres. Eren una tribu pobre i ja abans de l'islam es dedicaven al bandolerisme i van seguir dedicant-s'hi després. Pertanyien a la gran tribu dels Àmir ibn Sàssaa. Se'ls esmenta com bandits durant el califat omeia i el califa Abd-al-Màlik ibn Marwan (685–705) va enviar contra ells una expedició de càstig per no pagar el tribut.

## Història

### Orígens i formació de l'emirat numairita
Els Banu Numayr són assenyalats ja a Síria central a la regió de Damasc en temps d'Harun ar-Raixid en la gran revolta d'Abu-l-Hàytham. Una expedició important contra ells fou feta per un general turc, Bogha al-Khabir, el 846, durant el califat de l'abbàssida al-Mutawàkkil; Bogha els va derrotar i va dispersar la tribu. Però posteriorment es van reagrupar i van reprendre les seves activitats de bandidatge; a l'inici del segle x són esmentats com una de les tribus aliades als càrmates; llavors es van traslladar a la regió de Sindjar i Mossul i junt amb altres tribus qaisites com els Banu Kilab, els Quxayr, els Uqayl, el Banu Hilal, els Banu Sulaym i els Qays Aylan, es van oposar als germans hamdànides Nasir al-Dawla i Sayf-ad-Dawla; els Banu Numayr van atacar Mossul el 970, però van acabar expulsat del Diyar Rabia cap a l'estepa siriana, i allí Sayf al-Dawla els va expulsar cap al nord de l'Eufrates, al Diyar Mudar. El 990 eren en majoria xiïtes i van donar suport a l'intent de restauració dels hamdànides de Mossul.
A final del segle x els Banu Numayr de Watthab ibn Sàbiq an-Numayrí van formar un principat al Diyar Mudar entorn de la ciutat d'Haran. Haurien dominat Haran, Sarudj, al-Ruha (Edessa), Rakka i Rafika. Igual que els Banu Kilab a Alep, els Banu Marwan (Marwànides) al Diyar Bakr, i els Banu Uqayl al Diyar Rabia, volien administrar pel seu propi compte els territoris i les ciutats (que abans es limitaven a saquejar). El 1005 milers de cavallers numàyrides i kilabites dirigits pel senyor de Sarudj, Wahthab ibn Djafar, que podria ser la mateix persona que Watthab, el primer emir dels numairites, van donar suport al ghazi Asfar Taghlib contra els romans d'Orient, però després Watthab va buscar l'aliança amb els romans d'Orient per atacar el Diyar Bakr, i amb el seu ajut va penetrar al territori marwànida i va sotmetre a Nasr-ad-Dawla Àhmad ibn Marwan, saquejant diversos llocs. Ibn Marwan va buscar el suport de Karwash ibn Mukallad, emir uqàylida de Mossul, mercès al qual el va poder rebutjar; els romans d'Orient es van excusar amb els marwànides.
Watthab va morir el 1019 i el va succeir el seu fill Xabib ibn Watthab, en una nissaga coneguda com els watthàbides o Banu Watthab. Entre 1026 i 1031 van disputar amb els marwànides la ciutat d'al-Ruha o Edessa.

### Lluites internes i contra els romans
Diversos xeics numairites es van formar principats a l'entorn de la ciutat principal de la seva àrea d'influència; aquests xeics però vivien a les tendes i feien administrar la ciutat per un delegat. Fou freqüent veure lluites entre faccions de la tribu. L'emir d'al-Ruha, Utayr al-Numayri, que havia confiat el govern de la ciutat a un agent, el va fer assassinar, i en els actes de revenja Utayr fou assassinat al seu torn. Es va recórrer a l'arbitratge del kilabites d'Alep, el mirdàsida Sàlih ibn Mirdàs, que va repartir al-Ruha entre dos xeics numairites, Ibn Utayr i Ibn Shibl; aquesta divisió va permetre que finalment els romans d'Orient poguessin ocupar la ciutat; sembla que l'emperador Romà III va comprar la seva meitat a Ibn Utayr per 20.000 dinars i alguns pobles; els homes d'Ibn Shibl van haver de fugir i els habitants musulmans foren massacrats mentre les mesquites eren arrasades.
El 1030 la facció Katan dels Numayr, va derrotar els romans d'Orient de manera decisiva a Azaz fent un important botí de monedes d'or; els romans d'Orient van respondre amb un exèrcit manat per l'eunuc Nicetes, el 1032; els numairites de Xabib ibn Watthab van fer costat als romans d'Orient; finalment es va fer un tractat que fixava la frontera deixant al-Ruha als romans d'Orient mentre els territoris del Diyar Mudar al sud de la ciutat quedaven pels numairites. Aquestos van participar junt amb tots els prínceps de la regió a les converses generals de pau iniciades a Constantinoble que havien de definir la frontera a Síria i la Djazira; la negociació estava encara en marxa quan va morir Romà III (1034) i el resultat final no és ben conegut, ja que la font principal es va perdre. Els dos caps numairites, Xabib i Ibn Utayr, van atacar als romans d'Orient a al-Ruha el 1036 i van repetir els atacs fins vers 1039 quan tot i haver pogut dominar la ciutat, van decidir deixar-la en mans dels romans d'Orient, probablement a causa de l'afebliment del principat mirdàsida (kilabita) d'Alep que ja no podia donar suport als Numayr.
La germana de Xabib, la bella i intel·ligent al-Sayyida al-Alawiyya s'havia casat amb el mirdàsida Nasr ibn Sàlih ibn Mirdàs, el qual va morir a mans de l'exèrcit fatimita d'al-Dizbiri (1038) governador egipci de Síria que va aconseguir ocupar Alep foragitant a Thimal ibn Sàlih, germà i successor de Nasr ibn Sàlih, i al seu cunyat Xabib ibn Watthab que estava a Alep per donar-li suport; però no va aconseguir prendre peu als principats de Rakka i de Rahba. Al-Dizbiri va intentar una aliança amb els marwànides del Diyar Bakr, que atacaria als kilabites i numairites per l'esquena; però el govern fatimita no va donar suport a la política del seu governador i sobtadament fou destituït i va morir humiliat a la ciutadella d'Alep (1042).
Thimal va poder tornar a Alep amb al-Sayyida, vídua del seu germà, que va tenir un paper de mediadora en diversos conflictes. El 1051 Sayyida va anar al caire amb el seu fill Watthab ibn Thimal, encara infant, per obtenir del califa el perdó pel seu marit que poc abans havia derrotat a un exèrcit fatimita matant el seu comandant l'eunuc Rifk.
El 1039 va morir Xabib ibn Watthab i el va substituir el seu germà Mutain ibn Watthab que va recuperar les seves terres ancestrals excepte Rakka i Rafika, on s'havia instal·lar al-Sayyida. Els numairites es van acostar a Nasr al-Dawla ibn Marwan i, al seu servei, vers el 1048 van derrotar un ghazi que es feia dir Asfar al-Taghlibi com el ghazi que mig segle abans havia lluitat contra els romans d'Orient.

### Declivi
El 1061 dominava a Haran el xeic Mani ibn Xabib ibn Watthab, net del fundador que va donar suport al seu nebot matern Mahmud ibn Sàlih ibn Mirdàs d'Alep en contra del seu oncle, el príncep mirdàsida Thimal ibn Sàlih, que s'havia creat un principat a l'est, a la vora de l'Eufrates; després de diversos combats i treves, la calma va tornar per l'acció mediadora d'al-Sayyida que va reconciliar a Mani i a Thimal, i va acompanyar a aquest a Alep on fou altre cop reconegut (1061) però va morir el 1062. El 1070 al-Sayyida va haver d'intervenir altre cop per demanar al sultà seljúcida Alp Arslan, que estava assetjant Alep on governava el seu fill Mahmud ibn Nasr, de desistir d'humiliar Mahmud fent-li besar la seva estora en signe de submissió; aquesta vegada no va aconseguir el seu objectiu; pocs mesos després la destrucció de l'exèrcit romà d'Orient en la batalla de Mantziciert (1071) privava als numairites (watthàbides) i kilabites (mirdàsides) de la protecció eventuals de les forces imperials.
El 1089 una coalició d'àrabs amb els Banu Numayr i els Uqayl, dirigida per l'emir uqàylida de Mossul Xàraf-ad-Dawla Múslim ibn Qurayx va derrotar els turcmans, però en els mesos següents el príncep turc Tútuix I i les seves forces turques van assolar tot el nord de Síria. El 1081 Muslim va haver d'intervenir a Alep on els mirdàsides havien perdut el poder el 1080. El 1083 Muslim, ara emir de Mossul i Alep, va formar una coalició de tribus iemenites i qaisites de Síria (que va incloure als Banu Numayr) contra els kurds de la Jazira i altres tribus àrabs (incloent fraccions dels Banu Uqayl i dels Banu Numayr); amb el suport del mateix governador d'Haran Yahya ibn al-Shatir, un servidor d'Ibn Utayr que administrava l'emirat en nom de l'infant Alí ibn Watthab, Múslim ibn Qarwaix va poder ocupar la ciutat i emirat (1081) i va instal·lar com a governador a Jàfar al-Uqaylí que hi va instaurar el xiisme. El 1083, mentre Muslim assetjava Damasc, Haran fou reconquerida pel cadi QAbu Djalaba al-Hanbali que la volia retornar a Yahya ibn al-Shatir per administrar-la altre cop pels Banu Watthab; Yahya i Ibn Atiyya al-Numayri van recuperar la ciutat però el mateix any Muslim la va reconquerir i va executar al cadi i als seus fills i un centenar d'habitants tot i que havien obtingut l'aman.
El 1085 Muslim va morir a mans del turcman Sulayman ibn Kutalmix que s'havia apoderat d'Antioquia. Els poders àrabs del nord de Síria i la Djazira van caure un rere l'altra davant dels nous vinguts turcmans; els Banu Numayr van restar no obstant a la zona, sense poder polític. Quan el 1118 els francs (croats) van ocupar al-Sinn, prop d'Azaz, hi van matar a Mani ibn Utayr al-Numayr el darrer personatge rellevant de la tribu.